# ماري جونسون
ماري جونسون (7 نوفمبر 1924 بكينغستون أبون هال في المملكة المتحدة - ) (بالإنجليزية: Mary Johnson)‏ هي لاعبة كريكت بريطانية. شاركت مع منتخب إنجلترا للكريكت.

## وصلات خارجية
- ماري جونسون على موقع إي آس بي آن كريك إنفو (الإنجليزية)